# روبرت مولهولاند
روبرت مولهولاند هو سياسي كندي، ولد في 13 أكتوبر 1838 بكوبورغ في كندا، وتوفي في 21 فبراير 1917 بكليفتون سبرينغز في الولايات المتحدة. حزبياً، نشط في حزب أونتاريو المحافظ التقدمي. وقد انتخب عضو برلمان مقاطعة أونتاريو.